# Xu Shichang
Xu Shichang, född 20 oktober 1855, död 5 juni 1939 i Tianjin, var en kinesisk politiker som bland annat tjänstgjorde som Republiken Kinas premiärminister och president.
Xu härstammade från Yin härad i Zhejiang, men föddes i Henan-provinsen. På grund av sin härkomst var han nära vän med Yuan Shikai och tjänstgjorde som vicekung över Manchuriet i slutet av Qingdynastin trots att han saknade militär bakgrund. När Yuan blev Republiken Kinas förste president tjänstgjorde Xu dennes premiärminister från 1 maj 1914, men avgick den 22 december 1915 i protest mot Yuan ambitioner att upphöjas till kejsare.
Under stridigheterna om huruvida Kina skull delta i det första världskriget skapade militärguvernörerna i norr en "provisorisk regering" i Tianjin med den gamle namnkunnige före detta generalguvernören Xu som president och diktator. Xu hade vunnit rykte som generalguvernör i Manchuriet, men hans inflytande blev dock aldrig stort. Vid det slutgiltiga presidentvalet den 4 september 1918 vann han över general Feng Guozhang som inte kunde samarbeta med den inflytelserike premiärministern Duan Qirui.
Xu gjorde sitt bästa för att försona de inbördes stridande parterna. I ett högtidligt påbud den 16 november samma år uppfordrade han de militära ledarna till att upphöra med fientligheterna. Detta lyckades och vapenstilleståndet efterföljdes av fredsförhandlingar i Shanghai om försoning mellan det parlamentariskt inriktade Sydkina och Nordkina, som styrdes av krigsherrar.
Det södra partiet krävde ett öppet brott med Japan och ett upphävande av den militära överenskommelsen med detta land från mars 1918. Det unga Kina förbittring mot Japans stigande inflytande i Nordkina, vilket ledde till Fjärde maj-rörelsen, tvang Xu till att undanhålla Kinas underskrift på Versaillesfördraget i juni 1919.
Trots detta slutade Shanghaiförhandlingarna resultatlöst, och inbördeskriget fortsatte. Sommaren 1920 lyckades Xu ingå ett förbund med generalerna Zhang Zuolin, Wu Peifu och Cao Kun, det så kallade "Zhili-partiet", för fördriva premiärminister Duan och hans "Anfu-klubb" från Peking. Men Peking-regeringen var närmast bankrutt, och Xu förde med stadigt skiftande ministerier en betydelselös skuggtillvaro.
I början på 1922 uppstod en strid mellan Zhang och hans undergeneral Wu. Zhang fördrevs till Manchuriet och Wu inledde förberedelser för att åter försona det splittrade Nord- och Sydkina. Xu avgick då som president och flydde till Tianjin. I sin bok China after the War (Peking 1920) redogjorde Xu för sina idéer om Kinas politiska förhållanden och politiska framtidsmöjligheter.

## Verk
- Hsu, Shih-Chang (1920) (på engelska). China after the war. Peking: Bureau of economic information. Libris 3393180